# Mietoinen

Wappen der ehemaligen Gemeinde Mietoinen (heute Wappen der Gemeinde Mynämäki)

Mietoinen [ˈmiɛtɔi̯nɛn] (schwed. Mietois) ist ein Ort und eine ehemalige Gemeinde in Südwestfinnland. Mietoinen liegt an der Ostseebucht Mietoistenlahti in der Landschaft Varsinais-Suomi 30 km nordwestlich von Turku. Zu den Sehenswürdigkeiten von Mietoinen gehören die Feldsteinkirche aus dem Jahr 1643 und ein Vogelschutzgebiet an der Bucht Mietoistenlahti.
Die Gemeinde Mietoinen bestand bis Ende 2006. Am 1. Januar 2007 wurde sie mit der Nachbargemeinde Mynämäki vereinigt. Die neue Gemeinde erhielt den Namen Mynämäki und trägt das Wappen von Mietoinen. Die Gemeinde Mietoinen hatte eine Fläche von 126,52 km² und zuletzt rund 1.700 Einwohner. Sie hatte zwei Siedlungszentren: das Kirchdorf Mietoinen und Pyhe. Daneben gehören zur Gemeinde die Dörfer Aarlahti, Antikkala, Haijainen, Harainen, Heikkilä, Hiippavuori, Hiivala, Hämäläinen, Kaivattula, Katavainen, Kaukurla, Kaulakko, Kauvainen, Kivivuori, Koivisto, Kumiruona, Kuneinen, Kurina, Kuuskorpi, Laukola, Leinakkala, Maununen, Nummi, Orkovakkinen, Palokylä, Pursila, Pyhäranta, Rantavakkinen, Rauvola, Runoinen, Ruonkallio, Soukko, Tavastila, Telkinmäki, Tervoinen, Tiirola, Uhlu, Valaskallio und Vähäkylä.

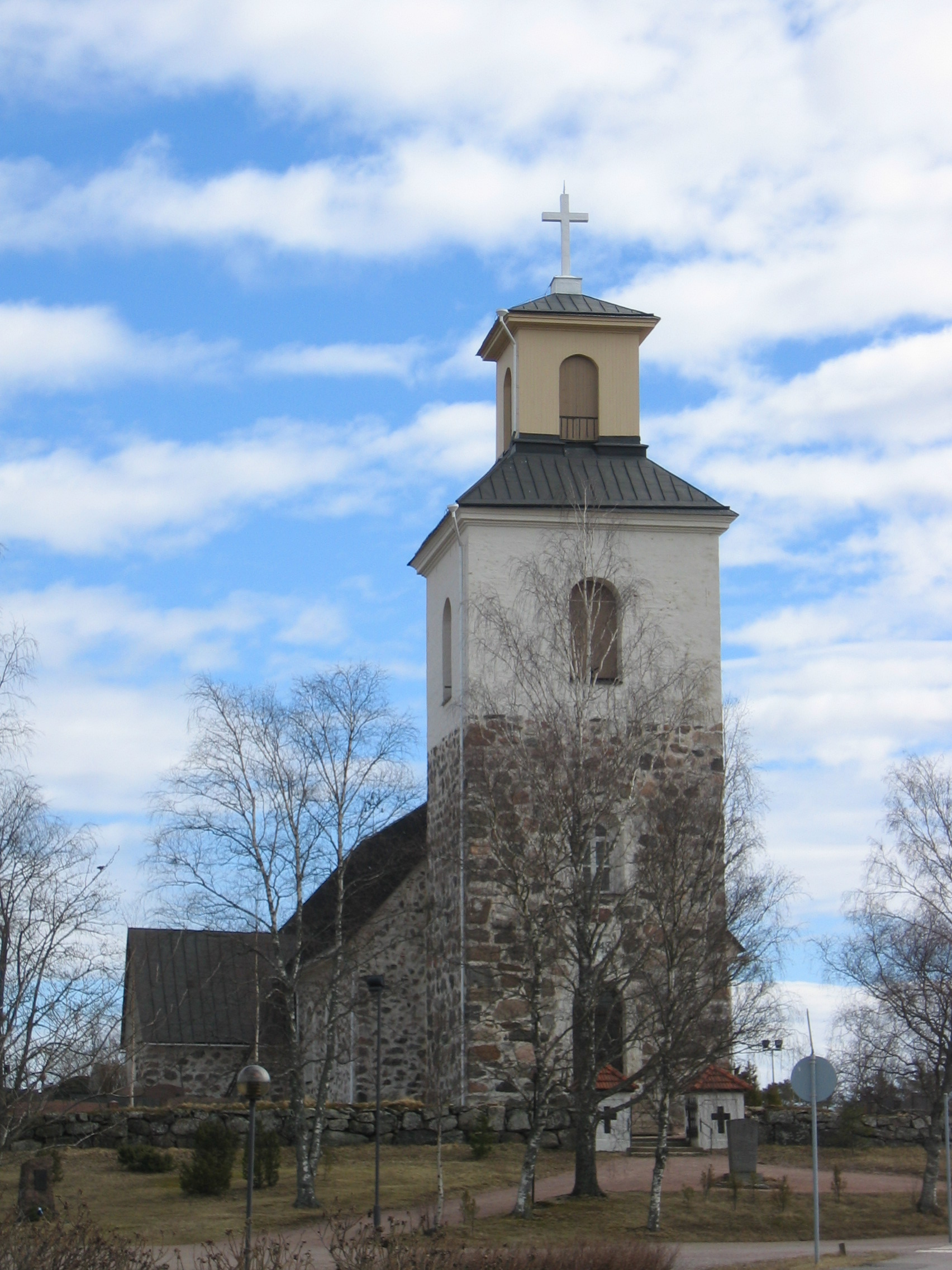
Kirche von Mietoinen